# Tragacantha laxmannii
Tragacantha laxmannii là một loài thực vật có hoa trong họ Đậu. Loài này được (Jacq.) Kuntze miêu tả khoa học đầu tiên năm 1891.